# زهره عیاچی
زهره عیاچی (انگلیسی: Zohra Ayachi؛ زادهٔ ۲ سپتامبر ۱۹۸۸) بازیکن فوتبال اهل فرانسه است.
از باشگاه‌هایی که در آن بازی کرده‌است می‌توان به مرکز آکادمی فوتبال کلیر فونتین، باشگاه فوتبال زنان پاری سن ژرمن، و باشگاه فوتبال زنان مون‌پلیه اشاره کرد.
وی همچنین در تیم‌های ملی فوتبال France women's national under-17 football team و France women's national under-19 football team بازی کرده‌است.